# E il mattino
E il mattino è un singolo di Vasco Rossi, la prima traccia dell'album Canzoni per me del 1998. Il suo numero di catalogo è Emi 020 1798662.